# HERE TODAY
『HERE TODAY』（ヒア・トゥデイ）は、日本のロックバンド、ザ・コレクターズ(THE COLLECTORS)のメジャー10作目のオリジナル・アルバム。

## 概要
前作『MIGHTY BLOW』以来、約1年ぶりのオリジナル・アルバム。5thアルバム『COLLECTOR NUMBER.5』で小西康陽、その後の3作で吉田仁、前作『MIGHTY BLOW』で伊藤銀次がプロデュースをしてきたが、今作はザ・コレクターズのセルフ・プロデュースである。セルフ・プロデュースは、4thアルバム『PICTURESQUE COLLECTORS' LAND ~幻想王国のコレクターズ~』以来約7年ぶり。
2004年にザ・コレクターズのアルバム11作品が紙ジャケ仕様でリマスタリングされ、再発売された中の1つである。この作品の再発盤にはボーナストラックが6曲収められている。収録時間は通常盤の47分に対し、再発盤は74分にわたる。通常盤と再発盤ではジャケット・デザインが異なる。

## 収録曲
- 作詞･作曲：加藤ひさし（全曲）

1. OVERTURE
インストゥルメンタル
2. 嘆きのロミオ
3. TOUGH(all the boys gotta be tough)
11thシングル
4. TEENAGE FRANKENSTEIN
5. NEW LOVE STORY
6. JET HOLIDAY
7. Giulietta
10thシングル
8. 真実はかくせない
9. ELEPHANT RIDE
10. GIFT
12thシングル
11. 20世紀が終わっても

紙ジャケット再発盤ボーナス・トラック
1. BOXING TIME
2. 雲の影
3. プリテンディング・マン
4. FIND THE WAY HOME
13thシングル
5. STARSHAKER
6. DO YOU KNOW?

## タイアップ
- Giulietta - フジテレビ系「来来圏」エンディング・テーマ

紙ジャケット再発盤ボーナス・トラック
- FIND THE WAY HOME -  フジテレビ系「ネプやり」エンディング・テーマ